# Englische Cricket-Nationalmannschaft in Neuseeland in der Saison 1958/59
Die Tour der englischen Cricket-Nationalmannschaft nach Neuseeland in der Saison 1958/59 fand vom 27. Februar bis zum 18. März 1959 statt. Die internationale Cricket-Tour war Bestandteil der Internationalen Cricket-Saison 1958/59 und umfasste zwei Tests. England gewann die Serie 1–0.

## Vorgeschichte
England bestritt zuvor eine Tour in Australien, für Neuseeland war es die erste Tour der Saison.
Das letzte Aufeinandertreffen der beiden Mannschaften bei einer Tour fand in der Saison 1958 in England statt.

## Stadien
Die folgenden Stadien wurden für die Tour als Austragungsort vorgesehen.
| Stadion        | Stadt        | Kapazität | Spiele  |
| -------------- | ------------ | --------- | ------- |
| Eden Park      | Auckland     | 50.000    | 2. Test |
| Lancaster Park | Christchurch | 38.628    | 1. Test |

## Kaderlisten
Die Mannschaften benannten die folgenden Kader.
| Test | Test |
| Neuseeland | England |
| --- | --- |
| - Richard Reid (K) - Bruce Blair - Bruce Bolton - John Guy - Roger Harris - Ken Hough - Noel McGregor - Alex Moir - Eric Petrie (wk) - John Sparling - Bert Sutcliffe | - Peter May (K) - Colin Cowdrey - Ted Dexter - Tom Graveney - Tony Lock - John Mortimore - Peter Richardson - Roy Swetman (wk) - Fred Trueman - Frank Tyson - Willie Watson |

## Tests

### Erster Test in Christchurch
| 27. Februar – 2. März Scorecard | Christchurch | England 374 (142.1)                           | – | Neuseeland 142 (72.5) & 133 (72.2) (f/o) |
|                                 |              | England gewinnt mit einem Innings und 99 Runs |   |                                          |

England gewann den Münzwurf und entschied sich als Schlagmannschaft zu beginnen.

### Zweiter Test in Auckland
| 14. – 18. März Scorecard | Auckland | Neuseeland 181 (89.3) | – | England 311-7 (118) |
|                          |          | Remis                 |   |                     |

Neuseeland gewann den Münzwurf und entschied sich als Schlagmannschaft zu beginnen.